# Psaume 70 (69)

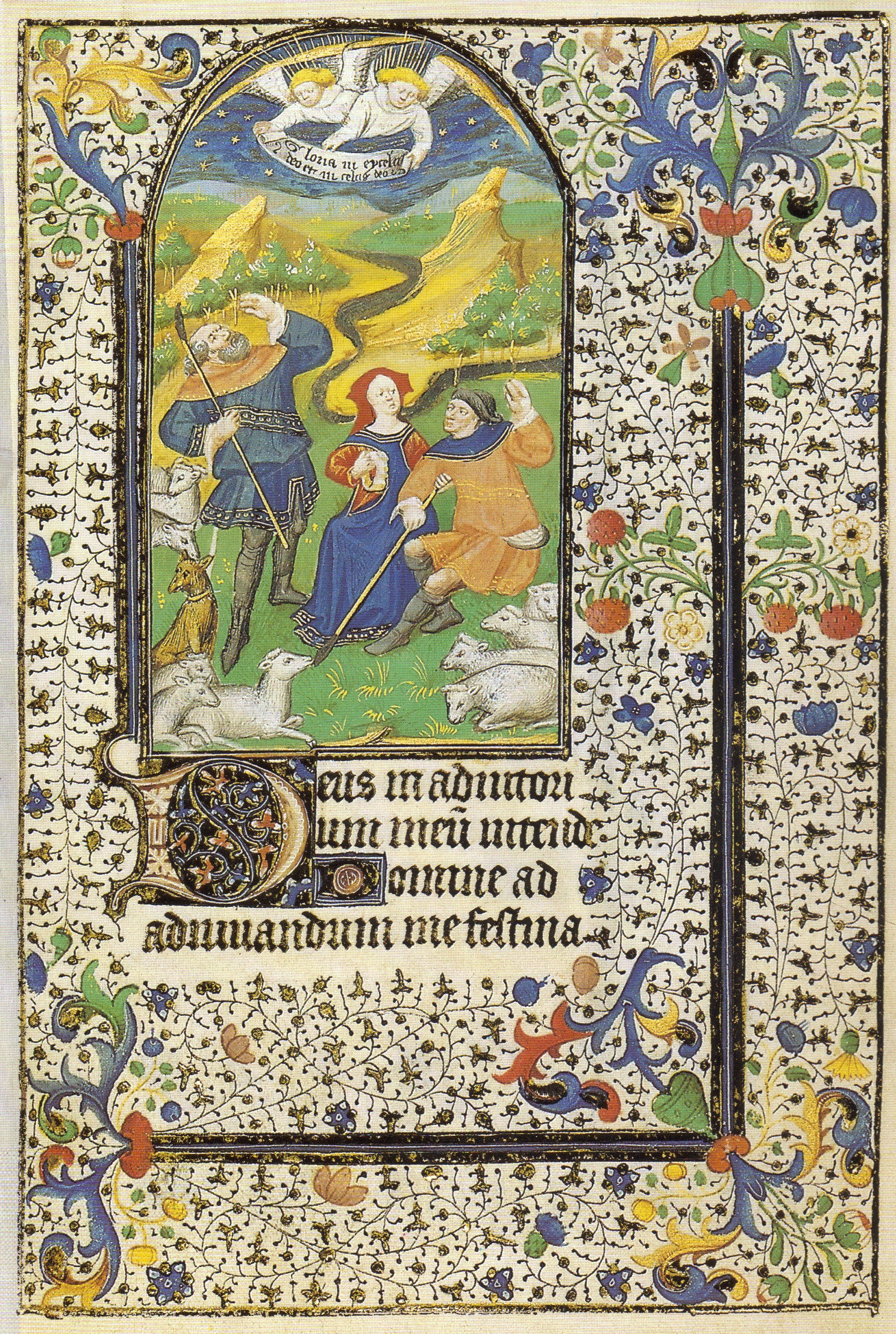
Psaume 70.

Le psaume 70 (69 selon la numérotation grecque) est attribué à David. C'est un appel au secours lancé à Dieu par un homme humilié par ses ennemis dont on trouve une version très proche à la fin du psaume 40.

## Texte
| verset | original hébreu                                                     | texte français de Louis Segond | Vulgate latine |
| ------ | ------------------------------------------------------------------- | --- | --- |
| 1      | לַמְנַצֵּחַ, לְדָוִד לְהַזְכִּיר                                                  | [Pour finir. Psaume de David. Pour souvenir du salut que Dieu lui a apporté.]                                                                           | [In finem. Psalmus David in rememorationem, quod salvum fecerit eum Dominus]                                       |
| 2      | אֱלֹהִים לְהַצִּילֵנִי; יְהוָה, לְעֶזְרָתִי חוּשָׁה                                    | Ô Dieu, hâte-toi de me délivrer ! Éternel, hâte-toi de me secourir !                                                                                    | Deus in adjutorium meum intende, Domine ad adjuvandum me festina ;                                                 |
| 3      | יֵבֹשׁוּ וְיַחְפְּרוּ, מְבַקְשֵׁי נַפְשִׁי: יִסֹּגוּ אָחוֹר, וְיִכָּלְמוּ; חֲפֵצֵי, רָעָתִי              | Qu’ils soient honteux et confus, ceux qui en veulent à ma vie ! Qu’ils reculent et rougissent, ceux qui désirent ma perte !                             | Confundantur et revereantur qui quaerunt animam meam ; Avertantur retrorsum et erubescant qui volunt mihi mala     |
| 4      | יָשׁוּבוּ, עַל-עֵקֶב בָּשְׁתָּם-- הָאֹמְרִים, הֶאָח הֶאָח                                | Qu’ils retournent en arrière par l’effet de leur honte, ceux qui disent : Bravo ! Bravo !                                                               | Avertantur statim erubescentes qui dicunt mihi : Euge, euge                                                        |
| 5      | יָשִׂישׂוּ וְיִשְׂמְחוּ, בְּךָ-- כָּל-מְבַקְשֶׁיךָ:וְיֹאמְרוּ תָמִיד, יִגְדַּל אֱלֹהִים-- אֹהֲבֵי, יְשׁוּעָתֶךָ | Que tous ceux qui te cherchent soient dans l’allégresse et se réjouissent en toi ! Que ceux qui aiment ton salut disent sans cesse : Exalté soit Dieu ! | Exultent et laetentur in te omnes qui quaerunt te et dicant semper : Magnificetur Deus, qui diligunt salutare tuum |
| 6      | וַאֲנִי, עָנִי וְאֶבְיוֹן-- אֱלֹהִים חוּשָׁה-לִּי:עֶזְרִי וּמְפַלְטִי אַתָּה; יְהוָה, אַל-תְּאַחַר     | Moi, je suis pauvre et indigent : Ô Dieu, hâte-toi en ma faveur ! Tu es mon aide et mon libérateur : Éternel, ne tarde pas !                            | Ego vero egenus et pauper sum ; Deus adjuva me. Adjutor meus et liberator meus es tu. Domine ne moreris            |

## Thème du psaume
Le psalmiste reste vague sur la cause de son malheur si profond. Son malheur vient au moins pour partie des autres, ou alors ils s'en réjouissent. Face à ces adversités, sachant qu'il ne peut compter sur ses propres forces, il fait appel à Dieu. C'est le chemin qu'ont suivi ses devanciers, marchant avec confiance en Dieu malgré les difficultés, et ils appellent sur eux la joie et l'allégresse. Le salut imploré est une réalité concrète : être délivré de l'opprobre et des dangers.

## Usages liturgiques

### Dans le christianisme

#### Chez les catholiques
Depuis la règle de saint Benoît (chapitre XVII), fixée vers 530, le début du psaume 70 est utilisé pour l'ouverture de chaque office de la liturgie des Heures, sous la forme d'une invocation avec répons de l'assemblée : « Dieu, viens à mon aide ! », « Seigneur, à notre secours ! ». 
D'ailleurs à partir du haut Moyen Âge, ce psaume était entièrement exécuté auprès des monastères, lors de la célébration de matines du mercredi, selon la distribution de la même règle,.
Actuellement, il est lu aussi dans la célébration de la messe dominicale pour la nativité de saint Jean-Baptiste, et pour le 4e dimanche du temps ordinaire de l’année C.

## Mise en musique
- Dès le début de son Vespro della Beata Vergine (« Vêpres de la Bienheureuse Vierge » Marie, basilique Saint-Marc de Venise, 1610), œuvre qui tourne une page de l'histoire de la musique occidentale, Claudio Monteverdi réussit parfaitement à conserver la tradition de la liturgie des Heures : dès le début de l'œuvre, le verset de l'invitatoire « Deus in adjutorium meum intende », est chanté en plain-chant (par le célébrant ou par le grand chantre du chapitre canonial, ou par un chantre du chœur). Il est suivi de son répons « Domine ad adjuvandum me festina ». L'ensemble met en œuvre un chœur mixte à 6 voix (le chœur des chantres professionnels attachés au chapitre) accompagné de ce qu'on peut appeler le chœur instrumental (les instruments) [écouter avec notation en ligne].
- En 1691, Michel-Richard de Lalande composa un grand motet (catalogué S.33) qui mettait en musique le texte de ce psaume, pour le chanter au cours d'offices célébrés à la chapelle royale du château de Versailles, en présence du roi Louis XIV. Un grand motet, forme typiquement versaillaise, est écrit pour chœur, soli et petit orchestre (appelé la « symphonie »).
- Henry Desmarest a composé un grand motet de type versaillais sur le texte de ce psaume (Deus in adjutorium) (date inconnue).
- Benjamin Britten l'a mis en musique en 1945[8].